# Eduardo Ocón Rivas
Eduardo Ocón Rivas (Benamocarra, Málaga, 1834 - Málaga, 1901) fue un compositor y músico español.

## Biografía
Nació el 12 de enero de 1834 en la Calle Pilar de la localidad axárquica de Benamocarra. Su familia era de origen humilde; su padre, Francisco Ocón López, era cerrajero y pronto se instalaron en Málaga junto con su madre, María de los Dolores Rivas Román y sus cinco hermanos de los cuales Eduardo era el tercero. Entre sus hermanos se encuentra el pintor Emilio Ocón y Rivas.
Comenzó su carrera musical muy joven en la Catedral de Málaga bajo la tutela del maestro de capilla Mariano Reig. Allí aprendió solfeo, armonía, contrapunto, fuga y composición; pero también aprende a tocar el órgano y el piano. En 1848 fue nombrado ministro del coro de la Catedral tras su petición de la plaza vacante que resultó de la renuncia que hizo D. Carlos León, labor a la que renunció mediante un acuerdo con fecha de 18 de enero de 1854 para dedicarse a la docencia, la composición y la organización e interpretación de actos musicales.
Con 21 años, en el año 1854, obtiene por oposición la plaza de segundo organista de la Catedral de Málaga. En este puesto permanece hasta 1867 y en este período se dedica a componer obras como Motete al Santísimo (1854), Motete en Honor de la Inmaculada Concepción de María (1856) y Quam Pulchri Sunt (1856). Otras obras importantes son Cantata, compuesta en 1857 con motivo del nacimiento de Alfonso XIII y la zarzuela El grito español, en colaboración con el dramaturgo Ramón Franquelo. El Miserere es una obra religiosa y la Rapsodia andaluza Op.9, dentro de la corriente denominada "pintoresquismo musical", han sido destacadas producciones de Eduardo Ocón.
Con 34 años marcha a París, donde permanece 3 años y donde conoce al François-Joseph Fétis y a Charles François Gounod. Allí consigue una plaza como promesor de canto en las Escuelas Comunales. En 1870 regresa a Málaga, el mismo año que contrae matrimonio con la alemana Ida Borchardt, con quien tiene tres hijos: Eduardo, Ida y Cecilio.
En Málaga asume la dirección de la Sociedad Filarmónica de Málaga, fundada en 1869 donde impulsa la creación de una escuela de música en 1871 donde se dan clases de solfeo y violín, que es el punto de partida del Conservatorio de la ciudad que sería fundado diez años después: el Real Conservatorio "María Cristina" de Málaga en honor a la Reina, inaugurado el 15 de enero de 1880 en el antiguo convento franciscano de San Luis el Real (hoy Sala María Cristina) y dirigido por el propio Ocón.
De nuevo ofrece sus servicios en el coro y en la orquesta de la Catedral y en otras funciones. Fue condecorado con la cruz y posteriormente nombrado comendador de la Orden de Isabel la Católica. En 1879 es nombrado Académico de Música en la Real Academia de Bellas Artes de San Fernando y es nombrado Socio Honorífico de la Sociedad de Conciertos de Málaga y de la de Madrid.
Fallece el 28 de febrero de 1901 a causa de una pulmonía gripal y fue enterrado en el Cementerio de San Miguel. Su nieta donó gran parte de su legado a la Obra Cultural de la Caja de Ahorro de Ronda (hoy Unicaja) reunido en el Fondo Ocón.

## Homenajes
Desde los años 50, un recinto al aire libre en el Parque de Málaga llega el nombre de Auditorio Eduardo Ocón, junto al cual un monumento en su honor construido por Domingo Muguerza en 1961 muestra su busto. Además de ello, una calle perpendicular a la Calle Ollerías de la ciudad de Málaga llega su nombre.
También en Málaga capital, un colegio de educación infantil y primaria en el popular barrio de Huelin lleva el nombre de Eduardo Ocón.
En su pueblo natal, Benamocarra, se celebra anualmente el Día de la música en honor a este compositor. En esta localidad existe también un Centro de Enseñanza Infantil y Primaria con el nombre de Eduardo Ocón.